# Merry-go-round (大土井裕二のアルバム)
『merry-go-round』（メリー　ゴー　ラウンド）は、日本の歌手大土井裕二の1枚目のアルバム。2012年11月2日発売。発売元はエッグプランレコーズ。

## 概要
50歳になるタイミングでソロ活動を本格的に開始するためにアルバムを制作。発売日は自身の50回目の誕生日であった。現在は廃盤となり、iTunes Store及びmoraでダウンロード販売。

## 収録曲
- 全作曲・編曲：大土井裕二

1. merry-go-round
作詞：大土井裕二
2. 目を閉じて
作詞：隈富太郎
3. 月と太陽
作詞：内海利勝
4. 君と僕と青空
作詞：たなかひろあき
5. ベイベー
作詞：隈富太郎
6. LONESOME NIGHT
作詞：内海利勝
7. 空が落ちた日
作詞：たなかひろあき
8. 黄昏月
作詞：田中裕千
9. Pallet
作詞：ODOI FAM
10. みんな幸せに
作詞：藤井フミヤ